# Léa Casta
Pour les articles homonymes, voir Casta.
Léa Casta est une snowboardeuse française née le 10 février 2006, membre de l'équipe de France de snowboardcross.
Le 5 avril 2025, elle obtient le gros globe de cristal en Snowboardcross à la suite de sa victoire lors de l'avant dernière étape à Mont Saint-Anne (Canada)

## Coupe du monde
- 1 gros globe de cristal :
  - Vainqueur du classement snowboardcross en 2025.
- 11 podiums dont 4 victoires.

### Détails des victoires
| Épreuve / Édition | Snowboard Cross                              |
| ----------------- | -------------------------------------------- |
| 2024-2025         | Breuil-Cervinia Montafon Mont Sainte-Anne x2 |